# Lucky Luke – Die neuen Abenteuer
Lucky Luke – Die neuen Abenteuer (Original: Les Nouvelles Aventures de Lucky Luke) ist eine französisch-kanadische Western-Zeichentrickserie aus den Jahren 2001–2003, die auf den Figuren der Comics Lucky Luke von Morris, aber im Gegensatz zur ersten Zeichentrickserie Lucky Luke von 1983/84 und 1991/92 inhaltlich nicht mehr auf Geschichten der Comicvorlagen basiert. Sie wurde von Olivier Jean-Marie inszeniert und von Marc du Pontavice mit dem Studio Xilam produziert.

## Figuren
Lucky Luke, der Cowboy, der schneller schießt als sein Schatten, reitet im Wilden Westen auf dem klügsten Pferd der Welt Jolly Jumper, das die Abenteuer seines Reiters sarkastisch kommentiert, und häufig in Begleitung des wiederum dümmsten Hundes der Welt Rantanplan durch die Prärie. Er hilft einerseits unbescholtenen Bürgern in Not und jagt andererseits Kriminellen hinterher, um sie ins Gefängnis zu bringen. Im Gegensatz zur allgemeinen Bevölkerung ist er ein Freund aller Indianerstämme und auch unvoreingenommen gegenüber Immigrantengemeinden wie Iren und Chinesen. Seine hauptsächlichen Gegenspieler sind die Bankräuber Daltons, die andauernd aus dem Gefängnis ausbrechen und von Luke eingefangen werden. Er nimmt keine Belohnung für seine Tätigkeiten an, auch nicht den ihm mehrfach angebotenen Sheriffstern, und verschwindet zum Ende der Episoden stets wortlos vor den anderen Figuren.
Wie in den Comics sind die Geschichten davon geprägt, dass Luke auch immer wieder reale Personen trifft, die sich über die zweite Hälfte des 19. Jahrhunderts verteilen: Aus der früheren Zeichentrickserie tauchen als Personen des Wilden Westens Calamity Jane, Billy the Kid und Buffalo Bill erneut auf. Neue wiederkehrende Rollen sind in drei Episoden General Custer und in fünf Episoden als US-Präsident Ulysses S. Grant (1869–1877). Auch Personen, die nicht aus Amerika stammen, aber dieses besuchen, sind zu sehen, etwa Queen Victoria, die französischen Brüder Lumière (1896 in Amerika) und die Sängerin Lola Montez (1853 im Westen Amerikas).

## Synchronisation
| Rolle          | Ep. | Originalsprecher  | Synchronsprecher     |
| -------------- | --- | ----------------- | -------------------- |
| Lucky Luke     | 52  | Antoine de Caunes | David Nathan         |
| Jolly Jumper   | 52  | Éric Legrand      | Klaus-Dieter Klebsch |
| Jack Dalton    | 22  | Éric Legrand      | Bodo Wolf            |
| William Dalton | 22  | Éric Legrand      | Stefan Gossler       |
| Averell Dalton | 22  | Bernard Alane     | Stefan Krause        |
| Joe Dalton     | 22  | Gérard Surugue    | Jan Spitzer          |
| Rantanplan     | 19  | Francis Perrin    | Detlef Bierstedt     |

## Episodenliste
| Nr. | Deutscher Titel                   | Originaltitel                     | Zusammenfassung | Erstausstrahlung FRA | Deutschsprachige Erstausstrahlung (D) | Drehbuch                                 | Nr. in D |
| --- | --------------------------------- | --------------------------------- | --- | -------------------- | ------------------------------------- | ---------------------------------------- | -------- |
| 1   | Chinesisches Intermezzo           | Liki Liki                         | Luke wird von dem chinesischen Jungen Tchin-Tchin aufgesucht, dessen Onkel von einer Triade bedroht wird. Der Cowboy wird als Chinese verkleidet und zum Wäscher gemacht. | 16. Sep. 2001        | 15. Feb. 2003                         | Frank Ekinci                             | 8        |
| 2   | Abenteuer in Alaska               | Lucky Luke en Alaska              | Zar Alexander II. will Alaska verkaufen und US-Außenminister William H. Seward heuert Luke als Leibwächter an für den Weg nach Sitka. | 24. Feb. 2002        | 18. Okt. 2003                         | Frank Ekinci                             | 22       |
| 3   | Sherlock Holmes                   | Les Dalton contre Sherlock Holmes | US-Präsident Ulysses S. Grant und britische Königin Victoria wetten darum, wer die Daltons schneller einfangen kann: Luke oder Sherlock Holmes. | 23. Sep. 2001        | 1. Feb. 2003                          | Yves Coulon                              | 6        |
| 4   | Lucky Luke und der Doppelgänger   | Lucky Luke contre Lucky Luke      | Der Betrüger Elmar Rotten eignet sich Lukes Identität an und ruiniert durch Verbrechen den Ruf des Cowboys, bis dieser gesucht wird. Luke muss nun dafür sorgen, dass der tatsächliche Verbrecher geschnappt wird. | 30. Sep. 2001        | 25. Jan. 2003                         | Frank Ekinci                             | 5        |
| 5   | Wie die Bilder laufen lernten     | Lumière dans l'ouest              | Luke trifft die französischen Brüder Lumière, die mit ihrem Kinematographen die bewegten Bilder nach Holly Woods bringen. Nachdem die Aufnahmen verbrennen, soll für die Kamera ein Überfall inszeniert werden | 14. Okt. 2001        | 18. Jan. 2003                         | Olivier Jean-Marie & Jean-Luc Fromental  | 4        |
| 6   | Hoch lebe Friedonia               | Ni Dalton, ni maître              | Ein russischer Immigrant will im Westen eine kommunistische Utopie begründen und nimmt die Daltons bei sich auf. Da er nicht zulässt, dass Luke sie verhaftet, schließt der Cowboy sich ihnen an, bis die Bande abhaut. | 21. Okt. 2001        | 8. Feb. 2003                          | Jean-François Henry                      | 7        |
| 7   | Indianisches Roulette             | Roulette indienne                 | Häuptling Ehrlicher Adler des Stammes der Niemals Lächelnden lässt sich auf einen Deal mit dem schmierigen Geschäftsmann Pokerface Nelson ein, ein Spielcasino zu eröffnen. Luke hilft dem Häuptling, wieder aus dem Vertrag auszusteigen. | 28. Okt. 2001        | 28. Dez. 2002                         | Jean-Luc Fromental                       | 1        |
| 8   | Die Schlacht um Fort Custer       | Fort Custer                       | General Custer wird mit seinem Regiment in ein Fort nahe dem friedlichen Stamm der Niemals Lächelnden, die Gemüse anbauen, versetzt. Er macht Rantanplan zu seinem Maskottchen und benutzt ihn als Vorwand, um einen Krieg gegen die Indianer anzufangen.                                                                                      | 4. Nov. 2001         | 9. Aug. 2003                          | Jean-François Henry                      | 11       |
| 9   | Der Schatz der Daltons            | Le trésor des Dalton              | Die Daltons brechen gemeinsam mit einem Greis aus, der ihnen von einem legendären, antiken Indianerschatz im Gebiet der Comanche erzählt hat. Luke soll im Namen der Regierung die Verbrecher fangen und den Schatz akquirieren. | 11. Nov. 2001        | 27. Dez. 2002                         | Jean-François Henry                      | 3        |
| 10  | Der fliegende Cowboy              | L'homme volant                    | Luke landet bei der Suche nach einem Verbrecher in einer Stadt, deren Pfarrer diverse Flugmaschinen ausprobiert. Als dieser sich ein Bein bricht, springt Luke als Testpilot ein. | 18. Nov. 2001        | 2. Aug. 2003                          | Jean-Luc Fromental                       | 10       |
| 11  | Ausbruch im Morgengrauen          | Pour une poignée de Dalton        | Auf der Flucht verspeisen die Daltons einen ganzen Bullen, dessen Besitzer darauf einen Kopfgeldjäger anheuert, während Joe mit Übelkeit zu kämpfen hat. | 25. Nov. 2001        | 16. Aug. 2003                         | Jean-Luc Fromental                       | 13       |
| 12  | Prinzen, nichts als Prinzen!      | Les Héritiers                     | Die rivalisierenden Zwillinge Todor und Bogdan, Kronprinzen von Poldawien, sollen für ihren amtierenden Onkel, um die Nachfolge zu klären, drei Aufgaben im Westen bewältigen: ein Rodeo gewinnen, einen Verbrecher einfangen, einen Indianer skalpieren.                                                                                      | 2. Dez. 2001         | 26. Juli 2003                         | Jean-François Henry                      | 9        |
| 13  | Die Daltons im Reservat           | Les indiens Dalton                | Als Joe Dalton bei der Flucht aus Versehen einen Häuptlingssohn rettet, werden die Daltons unter dem Schutz des Stammes als Blutsbrüder aufgenommen. Dass die Häuptlingstochter Joe nachstellt, vertreibt ihn schließlich aus dem Reservat. | 9. Dez. 2001         | 23. Aug. 2003                         | Jean-Marc Lenglen                        | 14       |
| 14  | Die letzten Büffel                | Les derniers bisons               | Da die Büffel im Westen ausgestorben sind, soll Luke zwei in einem Zoo gezüchtete Exemplare nach Wyoming in die Wildnis eskortieren. Währenddes werden die Tiere von Buffalo Bill und einem Rivalen verfolgt, die eine Wette daraus machen, wer der beste Bisonjäger ist.                                                                      | 16. Dez. 2001        | 4. Jan. 2003                          | Jean-François Henry                      | 2        |
| 15  | Im Zweifel für die Daltons        | Justice pour les Dalton           | Der Anwalt Alimony, der von den Daltons angeheuert wird, lässt von einem Anwalt alle Verurteilungen gegen sie für ungültig erklären. Bei den folgenden Verbrechen der Daltons verdreht er die Wahrheit und lässt Luke wegen Belästigung der Daltons verurteilen und verhaften. Luke bricht aus und bedroht die Bande als Gesetzloser.          | 3. März 2002         | 1. Nov. 2003                          | Stephen Desberg                          | 24       |
| 16  | Weihnachten mit den Daltons       | Le Noël des Dalton                | Die Daltons fliehen vor dem Weihnachtsfest und verkleiden sich als Weihnachtsmänner. Averell deponiert die Beute eines Raubzugs in einem der Geschenke, die sie an die Bürger verteilen. | 23. Dez. 2001        | 27. Dez. 2002                         | Kamel Benyahia & Jean-François Henry     | 12       |
| 17  | Der große Daltoni                 | Les Dalton se déchaînent          | Averell glaubt, übernatürliche Kräfte zu haben, und kettet für einen Zaubertrick Joe und Luke mit den unzerstörbaren Handschellen eines Vertreters aneinander. Die beiden müssen sich auf die Suche nach dem Vertreter begeben, um die Fesseln zu lösen. Dabei kommen sie erneut nach Fort Custer.                                             | 30. Dez. 2001        | 6. Sep. 2003                          | Yves Coulon                              | 16       |
| 18  | Geier über der Stadt              | Vautours dans la plaine           | Dank Luke gibt es in Coffin Gulch keine tödlichen Schießereien mehr, sodass der Bestatter keine Kunden hat. Sein Kollege Mortimer Deadflower provoziert in der Stadt Streitereien und Unruhen, an denen Bürger sterben sollen. | 6. Jan. 2002         | 13. Sep. 2003                         | Jean-Marc Lenglen                        | 17       |
| 19  | Ein Vater für vier Daltons        | Un Papa pour les Dalton           | Die Daltons werden für zwei Tage entlassen, um unter Lukes Aufsicht der Hochzeit von Ma Dalton beizuwohnen. Joe will seinen Schwiegervater in spe von Anfang an umlegen, doch Luke kann ihn schließlich als Hochzeitsschwindler überführen. | 13. Jan. 2002        | 30. Aug. 2003                         | Monique Reboh & Patrick Nordmann         | 15       |
| 20  | Die irischen Schwestern           | Les Promises                      | Luke begleitet zwei irische Schwestern auf den Weg nach Kalifornien zu ihren Verlobten, zwei irischen Brüdern durch die Stadt Independence voller Gesellen und ein Indianerreservat, wobei sie zwei Goldgräber verfolgen. | 20. Jan. 2002        | 20. Sep. 2003                         | Laurent Rullier & Jean-François Henry    | 18       |
| 21  | Gefährliches Pflaster             | Desperados Union                  | In einer Stadt, die von dem verbrecherischen Banker Blackmail kontrolliert wird, hilft Luke den Goldgräbern, ihr Gold in einem gepanzerten Wagen vor Dieben zu schützen. Die Straßenräuber gründen daraufhin eine Gewerkschaft für ihr Recht auf Diebstahl.                                                                                    | 27. Jan. 2002        | 4. Okt. 2003                          | Olivier Jean-Marie & Jean-François Henry | 20       |
| 22  | Schlossgespenst und Dudelsack     | Fantômes et cornemuses            | Nahe einer Stadt irischer Immigranten hat sich ein schottischer Laird samt Clan und Schloss niedergelassen. Der Besitzer der irischen Stadt bringt einen Indianerstamm gegen die Schotten auf und mimt das Schlossgespenst. | 3. Feb. 2002         | 27. Sep. 2003                         | Lorris Murail and Jean-Luc Fromental     | 19       |
| 23  | Reise mit Hindernissen            | Le commodore                      | Luke rettet und begleitet den Privatzug eines Eisenbahn-Tycoons, genannt Commodore, der mit seiner Frau in den Flitterwochen ist, wobei sie von einem maskierten Reiter verfolgt werden. | 10. Feb. 2002        | 11. Okt. 2003                         | Jean-Luc Fromental                       | 21       |
| 24  | Don Quixote in Texas              | Don Quichotte Del Texas           | Luke trifft auf einen Reiter, der sich für Don Quijote hält, und sucht, um ihn zu heilen, nach einer Ausgabe des Buches. Währenddes sieht der falsche Ritter in einer Bartänzerin seine Dulcinea und will gegen einen Schwarzen Ritter antreten.                                                                                               | 10. März 2002        | 8. Nov. 2003                          | Jean-Marc Lenglen                        | 25       |
| 25  | El Coyote und seine Männer        | La Bataille                       | Präsident Grant schickt Luke aus, in Mexiko, wo General Ganache angeblich einen Bürgerkrieg führt, einen Reporter aus den Fängen von El Coyote zu befreien. Dort angekommen erkennt er, dass alles nur Erfindung des Reporters war, doch dann beginnen die Dorfbewohner, sich wie dessen Figuren zu verhalten.                                 | 17. Feb. 2002        | 25. Okt. 2003                         | Jean-François Henry                      | 23       |
| 26  | Die Lady ist keine Dame           | La Cavale                         | Luke muss seiner Freundin Calamity Jane aushelfen, der ein Verbrechen angehängt wurde. Sie verkleiden sich als Ehepaar Jones aus Boston und jagen bei einer Kutschfahrt den wahren Übeltäter. | 17. März 2002        | 15. Nov. 2003                         | Jean-Marc Lenglen                        | 26       |
| 27  | Lucky und die Sängerin            | Lola Montes                       | Die Sängerin Lola Montez tritt in Grass Valley auf, was aber die hiesigen Damen missbilligen, während ihr Begleiter, ein französischer Baron, eine wertlose Mine zu verkaufen versucht. Lola macht derweil dem Cowboy Avancen, doch behagt ihr die Wildnis nicht.                                                                              | 14. Apr. 2002        | 2. Juni 2004                          | Kamel Benyahia & Jean-François Henry     | 29       |
| 28  | Das Ungeheuer von Alabama         | La Bête de l'Alabama              | Bei einer Stadt der Rinderzüchter verliert ein in der Nähe weidender Schafhirte nach und nach einzelne Schafe an eine angebliche "Bestie von Alabama". Beim Aufdecken der Wahrheit erhält Luke Hilfe von einem selbsternannten Monsterjäger.                                                                                                   | 28. Apr. 2002        | 7. Juni 2004                          | Jean-Marc Lenglen                        | 32       |
| 29  | Die doppelten Daltons             | Les Dalton voient Double          | Die Schauspieltruppe, die Loony-Brüder, tritt als die Daltons verkleidet auf. Als die echten ausbrechen und davon hören, entführen sie die Loonys und benutzen sie, um an zwei Orten gleichzeitig Überfälle zu begehen. Joe schreibt indes ein Theaterstück über den Tod von Lucky Lucke.                                                      | 23. Juli 2002        | 22. Nov. 2003                         | Peter Berts                              | 27       |
| 30  | Die dicke Berta                   | Un Canon pour les Dalton          | General Oswald soll die neue Geheimwaffe der Regierung testen, eine Kanone, Dicke Bertha genannt, auf einem Zug. Als dieser ihm abhanden und den Daltons in die Hände kommt, jagen ihr die Kavallerie, Indianer und Luke hinterher. | 15. Sep. 2002        | 17. Juni 2004                         | Charles Imbert & Frank Ekinci            | 39       |
| 31  | Alte Scheunen brennen gut!        | Romance indienne                  | Luke wird zu Fort McCallister nahe den Waschtattoo-Indianern geschickt. Die alte Mutter des Generals und der tattrige Vater des Häuptlings sind ein heimliches Paar und brennen gemeinsam durch, worauf deren Söhne glauben, dass ihre Eltern tot sind, und Krieg droht.                                                                       | 22. Sep. 2002        | 1. Juni 2004                          | Yves Coulon                              | 28       |
| 32  | Lucky Luke auf Geisterjagd        | Les Dalton Fantômes               | Nachdem die Daltons durch einen Formfehler für tot erklärt und deswegen freigelassen werden, hält man sie für Geister. Luke trifft auf Irene, die mit einem Foto die Existenz von Geistern beweisen will und sich dafür mit einem hinduistischen Fakir verbündet. Die Daltons landen in einer Geisterstadt, in der es tatsächlich spuken soll. | 29. Sep. 2002        | 22. Juni 2004                         | Claude Gars & Jean-François Henry        | 42       |
| 33  | Billy the Kid und seine Gang      | Le Gang des loupiots              | Luke bringt Billy the Kid in einer Stadt ins Gefängnis, wo zwei Jungen durch ein Buch über den Gesetzlosen von ihm begeistert sind und mit ihm gemeinsam fliehen, aber der echte überzeugt sie gegenüber der idealisierten Version des Buchs nicht.                                                                                            | 6. Okt. 2002         | 11. Juni 2004                         | Peter Berts                              | 35       |
| 34  | Die Daltons gehen in die Luft     | Les Dalton montent en l'air       | Zwei Brüder wollen ihre Erfindung eines sicheren Safes damit vermarkten, dass nicht einmal die Daltons ihn knacken können. Dazu befreien sie die Bande in einem Heißluftballon aus dem Gefängnis. Als sie den Lenker aus dem Ballon werfen, sind die Daltons alleine in der Luft auf sich gestellt.                                            | 13. Okt. 2002        | 8. Juni 2004                          | Claude Gars & Jean-François Henry        | 33       |
| 35  | Der General, der die Hunde liebte | Custermania                       | Luke kommt mit Rantanplan in eine Stadt, in der General Custer Präsidentschaftswahlkampf betreibt. Dieser will Luke zu seinem Vorteil einspannen, aber auch den von ihm gefürchteten Hund loswerden, was seine Beliebtheit gefährdet. | 20. Okt. 2002        | 14. Juni 2004                         | Jean-François Henry                      | 36       |
| 36  | Die Daltons knacken den Jackpot   | Jackpot pour les Dalton           | Durch einen Blitzschlag wird Averell plötzlich klug und entwickelt einen Plan, Fort Knox zu bestehlen. Als er seine Intelligenz wieder verliert, suchen die Daltons nach einem Weg, künstlich Blitze zu erzeugen. Luke erhält Hilfe von Rantanplan, der ebenfalls durch Elektrizität schlau geworden ist.                                      | 27. Okt. 2002        | 4. Juni 2004                          | Jean-Marc Lenglen                        | 31       |
| 37  | Die Marsmenschen kommen           | La théorie martienne              | In einer Stadt, in der Kühe verschwinden, macht sich das Gerücht breit, Marsmenschen hätten sie entführt. Luke glaubt nicht an deren Existenz, aber hilft einer Wissenschaftlerin, die es tut, bei der Lösung des Falles. | 3. Nov. 2002         | 3. Juni 2004                          | Olivier Jean-Marie & Jean-François Henry | 30       |
| 38  | Averell, der süße Fratz           | Les Dalton Cow-boys               | Als die Daltons zur Resozialisierung auf einer Ranch arbeiten sollen, verliebt sich die Tochter des Besitzers in Averell, dem das gar nicht gefällt. Joe aber will über sie an das Geld ihres Vaters gelangen. | 10. Nov. 2002        | 16. Juni 2004                         | Yves Coulon                              | 38       |
| 39  | Ein Meisterspion?                 | Les Espions                       | Der Regierung wird eine Geheimwaffe, ein kugelsicherer Anzug, gestohlen, mit dessen Wiederbeschaffung Luke beauftragt wird. Die führt ihn in ein mexikanisches Dorf, das von El General kontrolliert wird. | 17. Nov. 2002        | 9. Juni 2004                          | Frank Ekinci                             | 34       |
| 40  | Nehmen ist seliger denn geben     | Charity Dalton                    | Die Daltons fliehen nach Utah, dem letzten Staat, in dem sie noch nicht gesucht werden. Dort geraten sie an einen Spendensammler, der in einer Stadt ein ganzes Fass voll Geld einnimmt, aber damit verschwinden will. | 24. Nov. 2002        | 18. Juni 2004                         | Olivier Jean-Marie                       | 40       |
| 41  | Der Findling                      | Dalton Junior                     | Den Daltons wird bei der Flucht ein Baby übergeben, das nur in Joes Armen nicht schreit. Dieser setzt es zunächst bei Farmern aus, stiehlt es aber wieder zurück in der Hoffnung auf Lösegeld. | 8. Dez. 2002         | 24. Juni 2004                         | Jean-Marc Lenglen                        | 44       |
| 42  | Bei den Trappern                  | Les Trappeurs                     | Luke trifft auf der Jagd nach einem Verbrecher einen nervigen Trapper und muss schließlich mit diesem an einem Trapper-Wettbewerb teilnehmen, um den Verbrecher zu fangen. | 15. Dez. 2002        | 21. Juni 2004                         | Frank Ekinci                             | 41       |
| 43  | Sieh mir in die Augen, Kleiner    | La vengeance des Dalton           | Mit den Daltons bricht ein Hypnotiseur aus, der zugleich ein ziemlicher Pechvogel ist. Averell glaubt, dessen Kunst auch zu beherrschen, und soll Luke hypnotisieren, der mitspielt. | 2. März 2003         | 29. Juni 2004                         | Kamel Benyahia                           | 47       |
| 44  | Die Liebe siegt                   | La guerre des toubibs             | In einer Stadt, deren Bewohner durch die Arbeit in einer Mine krank sind, treten ein Arzt der fernöstlichen Medizin, eine Ärztin der westlichen Schulmedizin und ein Quacksalber auf. Da die Bewohner von Nadeln und Spritzen abgeschreckt werden, bietet Luke sich den echten Ärzten als Patient an, während der Pfuscher diese diffamiert.   | 9. März 2003         | 15. Juni 2004                         | Jean-Marc Lenglen                        | 37       |
| 45  | Die Daltons gegen Billy the Kid   | Les Dalton contre Billy the Kid   | Als Billy the Kid ins Gefängnis der Daltons kommt, wetten sie, wer der größte Halunke ist und zuerst Luke erlegen kann. Auch die Bürger wetten mit und mischen sich ein, um ihrem Favoriten zu helfen. | 16. März 2003        | 30. Juni 2004                         | Yves Coulon                              | 48       |
| 46  | Der Schnecken-Doktor              | Témoin à Charge                   | Ein Schneckendoktor ist Kronzeuge gegen einen gesuchten Verbrecher, der darauf Kopfgeldjäger auf den Doktor angesetzt hat. Luke soll diesen und dessen Frau nach Kansas zum Prozess begleiten und auf der Reise beschützen. | 23. März 2003        | 23. Juni 2004                         | Jean-Marc Lenglen                        | 43       |
| 47  | Eine Mumie kommt selten allein    | Le Talisman des Grands-Nez        | Ein Archäologe findet die Mumie eines Indianerkönigs mitsamt Amulett. Neben Luke begleitet ihn nach Santa Fe ein Indianer des Stammes, der das Amulett stiehlt, und ein Bestatter, der das Geheimnis des Mumifizierens entdecken will und die Mumie stiehlt.                                                                                   | 6. Apr. 2003         | 28. Juni 2004                         | Claude Gars                              | 46       |
| 48  | Willst du nicht mein Bruder sein? | Un os pour les Dalton             | Bei Grabungen für Untergrundleitungen werden im Gefängnis indianische Relikte gefunden. Ein Professor entwickelt anhand Knochenfunde die These, dass Weiße und Indianer gemeinsame Vorfahren haben. | 30. März 2003        | 1. Juli 2004                          | Olivier Jean-Marie                       | 49       |
| 49  | Die Daltons in Uniform            | Soldats Dalton                    | Als Kate Morton, die Tochter eines Generals, von Indianern entführt wird, melden sich die Daltons freiwillig zum Armeeeintritt. Während die Rettungsmission läuft, führt Frau Morton im Indianerstamm frauenemanzipatorische Ideen ein. | 13. Apr. 2003        | 2. Juli 2004                          | Jean-François Henry                      | 50       |
| 50  | Viel Lärm um Josefine             | Le retour de Liki Liki            | Der schwarze Viehzüchter Meredith wird von einem Südstaaten-Sheriff in einer Stadt, die keine Fremde duldet, verhaftet und seiner Kuh entledigt. Als Hilfe wird ihm zunächst der Marshall Tchin-Tchin zur Verfügung gestellt, doch als das nicht reicht, holt dieser sich einen Assistenten: Lucky Luke.                                       | 20. Apr. 2003        | 25. Juni 2004                         | Jean-François Henry                      | 45       |
| 51  | Stahl oder Holz, was soll's?      | Sequoia Bay                       | Aus dem Bau einer Brücke für die Transkontinentale Eisenbahn wird ein Wettbewerb, welches das beste Brückenmaterial ist: Stahl oder Holz. Luke soll die gegnerischen Teams voreinander und vor Indianern beschützen. | 27. Apr. 2003        | 12. Dez. 2006                         | Beatrice Marthouret                      | 52       |
| 52  | Der Schulmeister                  | Le Maître d'école                 | Ein Lehrer kommt nach Raw Gulch, um die Kinder und Erwachsenen zu bilden. Luke bleibt als dessen Beschützer, wird aber auch Schüler und dann Vertretungslehrer. | 4. Mai 2003          | 11. Dez. 2006                         | Frank Ekinci                             | 51       |

## Ausstrahlung und DVD-Veröffentlichung
In Frankreich wurden die 52 Episoden insgesamt in den Zeiträumen vom Dezember 2001 bis zum Dezember 2002 und vom März bis zum Mai 2003 ausgestrahlt. In Deutschland zeigte Super RTL in etwa die erste Hälfte vom Dezember 2002 bis zum November 2003, weitere im Juni und Juli 2004; die letzten beiden erfolgten schließlich erst im Dezember 2006.
Vom November 2010 bis zum Mai 2011 wurden fünf DVD-Boxen mit jeweils zehn oder elf Episoden auf drei DVDs veröffentlicht. Eine Komplettbox in einem Schuber mit fünfzehn DVDs erschien im Mai 2016 zum 70. Geburtstag der Comicfigur sowie 2018 eine weitere DVD-Box mit allen Episoden auf acht DVDs.